# Batoh
Batoh is een bestuurslaag in het regentschap Banda Aceh van de provincie Atjeh, Indonesië. Batoh telt 5402 inwoners (volkstelling 2010).